# Hisonotus notatus
Hisonotus notatus är en fiskart som beskrevs av Eigenmann och Eigenmann, 1889. Hisonotus notatus ingår i släktet Hisonotus och familjen Loricariidae. Inga underarter finns listade i Catalogue of Life.